# FOEAS
FOEAS（フォアス、Farm Oriented Enhancing Aquatic System の略）は、日本で開発された灌漑排水設備。

## 概要
FOEASは「地下水位制御システム」とも呼ばれる。
これは農地に埋設されたパイプが地下灌漑と暗渠排水の2つの機能を備え、地下水位を容易に調節できるためである。
そもそも農地を有効活用するにあたり問題だったのが、田畑の転換が困難であることだった。
水田は長い間水をためるため、土の単粒化を促進してしまう。単粒構造のままその農地を畑にすると水が排水されにくくなり、畑作物に影響が出てしまう。
また畑を水田にする際は、逆に水が溜まらなくなるという問題が起こってきた。
つまり、地下水位を制御することは従来まで困難だった二毛作を容易にするということを意味する。
農村工学研究所によると、FOEAS圃場では普通の圃場よりも作物の増収効果が見込まれた。
他にも水管理労力を削減でき、節水効果を有するとの報告もある。
現在、山口県と新潟県で積極的なFOEASの施工が行われている。
施工ではベストドレーン工法が用いられる。

## 問題点
農地の有効活用へ大いに貢献する余地のある反面、課題もある。
- 従来灌漑設備に対してイニシャルコストが非常に高い
- ごく限られた生産工場でしか製品が生産されないため、大量生産が出来ず繁忙期に供給が間に合わない事がある
- 施工が難しい
- 元々地下水位の高い農地では使えない
- 維持管理にはそれなりのノウハウが必要
- 施工時間とコストを考えると、機械で深耕転圧を行う方法と差別化が難しい。

以上の問題を抱えているため、FOEASは今のところ爆発的な広がりを見せていない。